# Richard Drouin
Pour les personnes ayant le même patronyme, voir Drouin.
Richard Drouin est un avocat québécois, président et administrateur de sociétés, né à Québec en 1932.

## Éléments biographiques
Il a été président-directeur-général d'Hydro-Québec, de 1988 à 1995. Il a été président du conseil de Abitibi-Consolidated de 2001 à 2006. Il occupe aujourd'hui le poste de président du conseil du North American Reliability Council, un organisme chargé de développer les normes de fiabilité du réseau électrique nord-américain.

## Distinctions
- 1993 - Médaille Gloire de l'Escolle
- 1994 -  Officier de l'Ordre du Canada[1]
- 2000 - Membre de l'Académie des Grands Québécois
- 2002 - Personnalité de l'année par le Conseil canadien de l’énergie
- 2004 -  Officier de l'Ordre national du Québec[2]
- 2006 -  Compagnon de l'Ordre du Canada[1]